# ...e cominciò così
“…e cominciò così” è il diciannovesimo album di Peppino di Capri, pubblicato nel 1976.

## Descrizione
L'album presenta una raccolta di nuove interpretazioni di dieci brani risalenti ai primi anni della carriera dell'artista (periodo Carisch, 1959-1963). A questi si aggiungono "È sera", un brano composto nel 1968, e "Trovarsi e perdersi", un inedito pubblicato come singolo nel 1976.

## Dettagli sui brani
"Malatia" è il brano d'apertura, originariamente pubblicato sul secondo EP di Peppino Di Capri nel 1959. "Nun è peccato" fa parte del quinto EP dell'artista, anch'esso del 1959. La terza traccia, "Addio mondo crudele", è stata pubblicata nel 1962 come lato A del cinquantanovesimo singolo del cantante e inclusa nel suo sedicesimo EP. "Roberta", dedicata alla moglie Roberta Stoppa, è il lato A del sessantaduesimo singolo, uscito per la prima volta nel 1963. "Don't Play That Song (You Lied)" è il lato B del singolo "Addio mondo crudele" (1962) e compare sul sedicesimo EP, che si apriva con "Speedy Gonzales". "Let's Twist Again", cinquantaduesimo singolo del cantante caprese uscito nel 1961, chiude il lato A del 33 giri. Il lato B del disco si apre con un brano inciso nel 1963 sul diciassettesimo EP, anch'esso dedicato alla moglie dell'artista. "Baby" è il singolo successivo, pubblicato nel 1963. "È sera" è un brano del 1968, incluso nell'album con un certo ritardo rispetto agli altri brani del disco. "Saint-Tropez Twist", del 1962, è la quarta traccia del lato B del 33 giri. Segue "Voce 'e notte", un successo del 1960. L'album si conclude con "Trovarsi e perdersi", del 1976, che è stato anche il lato A di un singolo avente come lato B "Non sono Dio".

## Ristampe e progetti correlati
Il disco è stato ristampato in CD nel 2005 dall'etichetta Lucky Planets con il numero di catalogo SPL X 603. Nel 1982, l'artista ha ripreso un esperimento discografico simile, registrando nuovamente alcuni successi in chiave moderna nell'album intitolato Juke Box.

## Tracce
Lato A
1. Malatia – 3:10 (testo: Armando Romeo, testo in inglese Caslow – musica: Armando Romeo)
2. Nun è peccato – 2:56 (testo: Ugo Calise – musica: Ugo Calise, Carlo Alberto Rossi, Silvano Birga)
3. Addio mondo crudele – 2:53 (testo: Umberto Bertini testo inglese : Gloria Shayne – musica: Gloria Shayne)
4. Roberta – 3:23 (testo: Paolo Lepore – musica: Luigi Naddeo)
5. Don’t play that song – 2:46 (Nuggetre)
6. Let’s twist again – 2:32 (testo: Kal Mann – musica: Dave Appell)

Durata totale: 17:40
Lato B
1. Nessuno al mondo – 2:32 (testo: Art Crafer, testo italiano l Mauro Gioia e Nino Rastelli – musica: Jimmy Nebb)
2. Baby – 3:14 (testo: Ellie Greewich, testo italiano Paolo Lepore – musica: Phil Spector, Jeff Barry)
3. E sera – 3:16 (testo: Claudio Mattone – musica: Claudio Mattone)
4. Saint Tropez twist – 2:34 (testo: Mario Cenci – musica: Giuseppe Faiella)
5. Voce ‘e notte – 4:51 (testo: Edoardo Nicolardi – musica: Ernesto De Curtis)
6. Trovarsi e perdersi – 4:07 (testo: Sergio Iodice – musica: Depsa)

Durata totale: 20:34